# Championnat du monde de hockey sur glace 1979
Navigation
Tchécoslovaquie 1978 Suède 1981
Le 46e championnat du monde de hockey sur glace et par la même occasion le 57e championnat d’Europe eu lieu en Union des républiques socialistes soviétiques, Roumanie et Espagne.

## Mondial A
Disputé à Moscou en Union des républiques socialistes soviétiques du 26 avril au 14 mai.
| Clt   | Équipe               | PJ | V | D | N | BP | BC | Pts |
| ----- | -------------------- | -- | - | - | - | -- | -- | --- |
| +001, | Union soviétique     | 8  | 8 | 0 | 0 | 61 | 14 | 16  |
| +002, | Tchécoslovaquie      | 8  | 4 | 2 | 2 | 32 | 32 | 10  |
| +003, | Suède                | 8  | 3 | 4 | 1 | 33 | 46 | 7   |
| +004, | Canada               | 8  | 3 | 5 | 0 | 31 | 43 | 6   |
| +005, | Finlande             | 8  | 4 | 3 | 1 | 27 | 27 | 9   |
| +006, | Allemagne de l'Ouest | 8  | 3 | 4 | 1 | 32 | 31 | 7   |
| +007, | États-Unis           | 8  | 3 | 4 | 1 | 32 | 28 | 7   |
| +008, | Pologne              | 8  | 0 | 6 | 2 | 20 | 42 | 2   |

- Médaille d'or
- Médaille d'argent
- Médaille de bronze
- Relégué dans le Mondial B pour le championnat de 1981

La Pologne rejoint le Mondial B pour le championnat de 1981.

### Médaillés
| Champions du monde Union soviétique | Vladislav Tretiak, Vladimir Mychkine, Vladimir Loutchenko, Sergueï Babinov, Valeri Vassiliev, Vassili Pervoukhine, Guennadi Tsygankov, Zinetoula Bilialetdinov, Irek Guimaïev, Sergueï Starikov, Boris Mikhaïlov, Vladimir Petrov, Valeri Kharlamov, Aleksandr Iakouchev, Sergueï Kapoustine, Vladimir Golikov, Aleksandr Golikov, Helmuts Balderis, Viktor Jlouktov, Aleksandr Skvortsov, Iouri Lebedev, Sergueï Mikhaïlovitch Makarov Entraîneurs : Viktor Tikhonov, Vladimir Iourzinov |

| Argent Tchécoslovaquie | Jiří Králík, Marcel Sakáč; Milan Figala, Vítězslav Ďuriš, Milan Chalupa, Jozef Bukovinský, Milan Kužela, František Kaberle, Jiří Bubla; Milan Nový, Vladimír Martinec, Jiří Novák, Ladislav Svozil, Miroslav Fryčer, Marián Šťastný, Anton Šťastný, Ivan Hlinka, Libor Havlíček, Jaroslav Pouzar, Bohuslav Ebermann, Peter Šťastný; Entraîneurs : Karel Gut, Ján Starší |

| Bronze Suède | Sune Ödling, Per Lindberg; Tomas Jonsson, Sture Andersson, Ulf Weinstock, Leif Svensson, Mats Waltin, Thomas Eriksson, Tierd Nensein; Radgher Lindström, Per Lundqvist, Rolph Edberg, Bengt-Ake Gustafsson, Mats Näslund, Lennart Norberg, Bengt Lundholm, Leif Holmgren, Lars-Eric Eriksson, Dan Labraaten, Inge Hammarström, Hakan Eriksson, Tomas Wallin Entraîneurs : Tommy Sandlin, Jan Eric Nilsson |

## Mondial B
Disputé du 16 au 24 mars 1979 à Galați, Roumanie.
|    | Équipe             | PJ | V | N | D | BP | BC | Pts |
| -- | ------------------ | -- | - | - | - | -- | -- | --- |
| 9  | Pays-Bas           | 6  | 6 | 0 | 0 | 36 | 13 | 12  |
| 10 | Allemagne de l'Est | 6  | 5 | 1 | 0 | 42 | 12 | 10  |
| 11 | Roumanie           | 6  | 3 | 2 | 1 | 27 | 21 | 7   |
| 12 | Norvège            | 6  | 3 | 3 | 0 | 17 | 25 | 6   |
| 13 | Suisse             | 6  | 4 | 2 | 0 | 23 | 20 | 8   |
| 14 | Japon              | 7  | 3 | 4 | 0 | 36 | 30 | 6   |
| 15 | Autriche           | 5  | 2 | 2 | 1 | 17 | 23 | 5   |
| 16 | Danemark           | 6  | 1 | 5 | 0 | 13 | 32 | 2   |
| 17 | Hongrie            | 4  | 0 | 4 | 0 | 10 | 25 | 0   |
| 18 | Chine              | 4  | 0 | 4 | 0 | 8  | 28 | 0   |

Les Pays-Bas rejoignent le Mondial A pour le championnat de 1981. L'Autriche, le Danemark, la Hongrie et la Chine sont relégués dans le Mondial C.

## Mondial C
Disputé du 16 au 25 mars 1979 à Barcelone, Espagne.
|    | Équipe          | PJ | V | N | D | BP | BC | Pts |
| -- | --------------- | -- | - | - | - | -- | -- | --- |
| 19 | Yougoslavie     | 7  | 7 | 0 | 0 | 83 | 10 | 14  |
| 20 | Italie          | 7  | 6 | 1 | 0 | 64 | 17 | 12  |
| 21 | France          | 7  | 5 | 2 | 0 | 59 | 27 | 10  |
| 22 | Bulgarie        | 7  | 4 | 3 | 0 | 35 | 28 | 8   |
| 23 | Espagne         | 7  | 2 | 5 | 0 | 25 | 48 | 4   |
| 24 | Grande-Bretagne | 7  | 2 | 5 | 0 | 23 | 68 | 4   |
| 25 | Corée du Sud    | 7  | 1 | 5 | 1 | 16 | 67 | 3   |
| 26 | Australie       | 7  | 0 | 6 | 1 | 13 | 53 | 1   |

La Yougoslavie et l'Italie rejoignent le Mondial B pour le championnat de 1981.